# Дамјан Стојановски
Дамјан Стојановски (Скопље, 9. децембар 1987) је македонски кошаркаш. Игра на позицији бека, а тренутно наступа за МЗТ Скопље. Има брата близанца Војдана и млађег брата Огњена који се такође баве кошарком.
Са репрезентацијом Македоније је учествовао на Европским првенствима 2009, 2011, 2013. и 2015. године.

## Успеси

### Клупски
- Вардар:
  - Куп Македоније (1): 2007.

- АМАК СП:
  - Куп Македоније (1): 2009.

- Лукојл академик:
  - Првенство Бугарске (2): 2010/11, 2011/12.
  - Куп Бугарске (2): 2011, 2012.

- МЗТ Скопље:
  - Првенство Македоније (4): 2012/13, 2013/14, 2014/15, 2018/19.
  - Куп Македоније (3): 2013, 2016, 2018.

### Појединачни
- Најкориснији играч Купа Македоније (1): 2013, 2018.